# 마츠무라 마사요
마츠무라 마사요(松村正代, まつむら まさよ 1981년 12월 1일 ~ 도쿄도 조후시)은 일본의 언론인이며 NHK 소속의 아나운서이다. 애칭은 마츠(まっつん)이다.

## 생애 및 학력
마츠무라 마사요(松村正代) 아나운서는 1981년 12월 1일 일본 도쿄도 조후시에서 태어났다. 그녀는 도쿄도립국립고등학교를 졸업하고 조치 대학 종합인간과학부 사회복지학과 졸업을 했다. 특히 그녀는 조치대학 시절에는 치어리딩부에서 치어리더로 활약해 전국대회에 출전한 경험이 있다.

## 입사
마츠무라(松村) 아나운서는 2004년에 NHK에 입사했다. 입사동기는 스즈키 나오코, 이노우에 아사히 아나운서이다. 특히 그녀는 신입 연수시절에 당시 강사였던 모리타 미유키 아나운서를 롤모델로 삼았다. 그녀는 첫 발령지인 이와테현에 NHK 모리오카 방송국에서 아나운서로써 시작을 했다. 그 이후 NHK 삿포로 방송국으로 옮겼는데 공교롭게도 그녀가 존경하는 아나운서인 모리타 미유키 아나운서가 처음으로 입사한 방송국으로 옮겨 활동을 한 후 도쿄도에 NHK 방송 센터로 옮긴 후 2013년 4월부터 2017년 3월까지 4년동안 평일 NHK 뉴스 7를 진행했었다. 이후 역시 2013년 4월부터 2017년 3월까지 NHK의 저녁 뉴스 프로그램 수도권 뉴스 845를 진행한 후 일요토론을 2017년 4월부터 7월 1일까지 방송한 후 2017년 7월부터 휴직에 들어가다가 2019년 3월 말에 복직해 2019년 4월 16일부터 2020년 3월 18일까지 NHK 종합 텔레비전에 고고나마 진행을 했었다가 2020년 3월 말 조직 개편에 따라 NHK 나가노 방송국으로 옮겼다. 나가노 방송국으로 옮긴 후 나가노현 뉴스를 진행하고 있다.